# گمینا تژبیخوو
گمینا تژبیخوو (به لهستانی:  Gmina Trzebiechów) یک گمینا در لهستان است که در شهرستان ژیلونا گورا واقع شده‌است.
 گمینا تژبیخوو ۸۰٫۹۹ کیلومتر مربع مساحت و ۳٬۲۱۴ نفر جمعیت دارد.